# Ревенко, Михаил Александрович
Михаил Александрович Ревенко (18 ноября 1948 год) — тренер по борьбе самбо и дзюдо, заслуженный работник физической культуры и спорта России. Тренер высшей категории.
Неоднократно был женат.

## Биография
Михаил Ревенко родился 18 ноября 1948 года в селе Речки Сумской области УССР. С 1968 по 1970 год учился в Кемеровском техникуме физической культуры. С 1970 по 1974 год получал образование в Хабаровском государственном институте физической культуры по специальности «Тренер по борьбе». После получения высшего образования по распределению был направлен в город Краснокаменск для работы тренером-преподавателем по борьбе самбо в ДЮСШ при профсоюзе Приаргунского горно-химического комбината. В 1978 году стал старшим тренером отделения борьбы самбо. В этом отделении в 1983 году подготовили мастера спорта СССР — Сергея Толкачева, затем второго мастера спорта СССР — Юрия Елистратова.
Ученики Михаила Ревенко, которым присуждалось звание мастера спорта по борьбе самбо: Петр Макаров, Юрий Алексеев, Петр Упаханов, Сергей Войлошников.
В 1994 году мастером спорта по борьбе дзюдо стал ещё один ученик Михаила Ревенко — Константин Кофейников, а в 1998 году мастером спорта России по дзюдо стала Елена Залевская, в 2001 году — Юлия Позднякова.
Михаил Ревенко был тренером Евгении Машуковой — мастера спорта России, победительницы Сибирского Федерального округа в 2001 году, серебряного призёра Первенства России в 2002 году, участницы национальной команды. Виталий Бронников — мастер спорта по борьбе дзюдо — также занимался у Михаила Александровича Ревенко. Михаил Ревенко подготовил 11 мастеров спорта СССР и России. Воспитанники Михаила Ревенко — Петр Упаханов, Юрий Алексеев, Сергей Войлошников, Петр Макаров, Виталий Бронников и Евгения Машукова — стали тренерами по борьбе.

## Награды и звания
- Отличник физической культуры и спорта (2006)[1]
- Заслуженный работник физической культуры Российской Федерации (2008)[1]